# Agnes Sampson
Agnes Sampson (ejecutada el 28 de enero de 1591) fue una curandera escocesa, acusada de brujería en el marco de los juicios de brujas de North Berwick, hacia el final del siglo XVI.

## Contexto histórico
En 1589 Jacobo VI de Escocia viajó a Oslo para casarse con Ana de Dinamarca, la hija del rey de Dinamarca y de Noruega Federico II. Su prometida no pudo reunirse con él en Escocia, como se había acordado, debido a las violentas tormentas. Cuando Jacobo VI llegó a Oslo, la corte estaba revuelta por las acusaciones de que la magia negra era la causa de las tormentas que había sufrido Ana.
Durante el verano de los juicios de brujería que tuvieron lugar en Copenhague, cuya primera víctima fue Anna Koldings, Jacobo VI tuvo conocimiento de estos casos y tomó la decisión de llevar a cabo sus propios juicios.
En 1590, Escocia experimentó así una oleada de acusaciones de brujería, y las acusadas que eran llevadas a los tribunales a menudo eran interrogadas por el propio rey.

## Biografía
Agnes Sampson vivió en Never Keith. en la baronía de Keith, en el East Lothian en Escocia. Fue partera y se creía que tenía poderes curativos.
Sampson, entonces una mujer mayor y respetada, fue acusada de brujería por Gillis Duncan, una doméstica de Tranent obligada por su patrón a denunciar y que, bajo tortura, había dado los nombres de supuestos cómplices. Sampson fue llevada al palacio de Holyrood ante el rey y un consejo de nobles y al principio se negó a confesar. A continuación, la raparon y la ataron a la pared de su celda con una «brida de bruja», un instrumento de hierro con cuatro dientes afilados colocado en la boca, dos de los cuales presionaban contra las mejillas y otros dos contra la lengua, impidiendo cualquier movimiento de la boca y el habla. La privaron del sueño y la suspendieron con una cuerda alrededor de la cabeza. Como resultado de esta tortura, finalmente confesó los cincuenta y tres cargos que se le imputaban, siendo ahorcada y su cuerpo quemado en la hoguera como bruja en la calle principal de Edimburgo, la Royal Mile. 
La historia del arresto, el juicio y las confesiones de Agnes Sampson y los demás acusados de brujería se conoce por las versiones encontradas en un panfleto impreso en Londres en 1591, los Newes form Scotland, y por cartas contemporáneas y registros de juicios.

## Posteridad
Cuenta la leyenda que el fantasma de Agnes la Calva, desnuda y torturada, frecuenta el palacio de Holyrood.
Sampson es una figura destacada en la instalación The Dinner Party de Judy Chicago, y está representada como uno de los 999 nombres en Heritage Floor .
También se hace referencia a Sampson varias veces en Shadow of Night de Deborah Harkness.
Se hace referencia a Sampson en Traitor, el séptimo episodio de American Horror Story: Apocalypse, por haber perfeccionado un polvo venenoso que solo es fatal para los hombres, después de que uno de los brujos afirma haber inventado el polvo él mismo.
Sirvió de inspiración para la historia corta de terror La última bruja de Berwick House de T. J .Podger (2019).